# Dipodomys compactus
Dipodomys compactus là một loài động vật có vú trong họ Chuột bìu má, bộ Gặm nhấm. Loài này được True mô tả năm 1889.